# (23410) Викузнецов
(23410) Викузнецов (лат. Vikuznetsov) — типичный астероид главного пояса, открыт 31 августа 1978 года советским астрономом Николаем Черных в Крымской астрофизической обсерватории и 21 марта 2008 года назван в честь учёного и конструктора Виктора Кузнецова.

## Обнаружение и именование
(23410) Викузнецов
Открыт 31 августа 1978 года в Крымской астрофизической обсерватории Н. С. Черных.
Виктор Иванович Кузнецов (1913—1991) был генеральным конструктором аппаратуры управления для ракетно-космической техники. В 1950-х и 1960-х годах он руководил разработкой базового гироскопического аппарата, который, в свою очередь, привёл к успеху таких программ, как запуск спутника, аппаратов серий «Луна», «Венера» и многих других.
Оригинальный текст (англ.)23410 Vikuznetsov
Discovered 1978 Aug. 31 by N. S. Chernykh at the Crimean Astrophysical Observatory.
Victor Ivanovich Kuznetsov (1913—1991) was the general designer of command apparatus for space rocketry. In the 1950s and 1960s he led the development of the basic gyroscope apparatus that in turn led to the success of programs such as the launch of Sputnik, Luna, Venera and many others.
Источники: 20080321/MPCPages.arc; M.P.C. 62355.

## Орбита

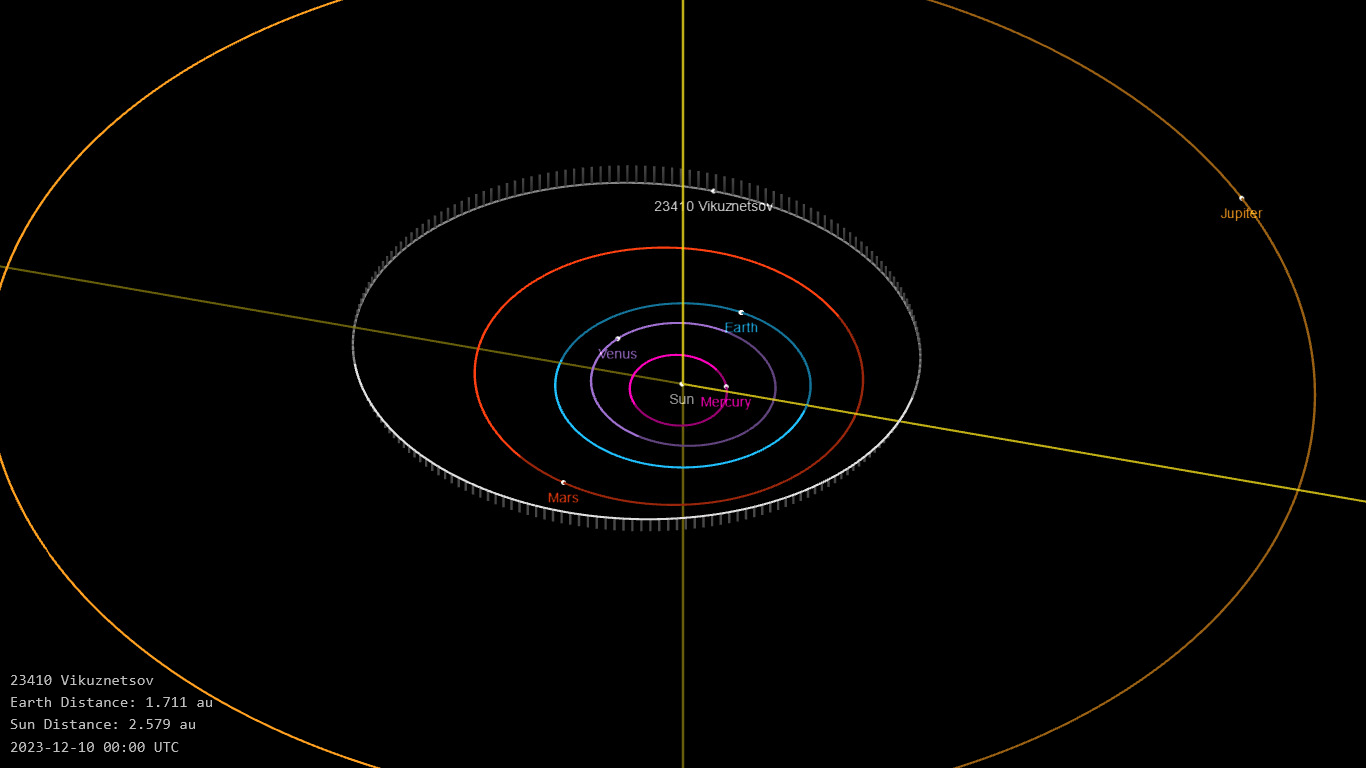
Орбита астероида Викузнецов и его положение в Солнечной системе

## Физические характеристики
Из наблюдений телескопа VISTA следует, что астероид относится к таксономическому классу Cgx.
По результатам наблюдений в видимом и ближнем инфракрасном диапазоне космического телескопа NEOWISE и наблюдений установленного на космическом телескопе Спитцер инфракрасного спектрографа диаметр астероида оценивался равным 2,973±0,619 км, 2,975±0,579 км и 2,66±0,40 км. Согласно тем же источникам альбедо оценивается как 0,1516±0,0570, 0,203±0,109, 0,152±0,057 и 0,208±0,083.